# Conquista D'oeste
Conquista D'oeste är en kommun i Brasilien.   Den ligger i delstaten Mato Grosso, i den centrala delen av landet, 1 200 km väster om huvudstaden Brasília. Antalet invånare är 3 388.
Omgivningarna runt Conquista D'oeste är huvudsakligen savann. Runt Conquista D'oeste är det mycket glesbefolkat, med 3 invånare per kvadratkilometer.